# Still Cruisin
Still Cruisin é o vigésimo sexto álbum de estúdio da banda de rock norte-americana The Beach Boys, o seu trigésimo quinto álbum oficial (sem contar coletâneas), e seu último lançamento da década de 1980. É também o último álbum de material novo lançado durante um breve retorno a Capitol Records.
Depois que "Kokomo" (quando lançada como single da trilha sonora do filme Cocktail) deu os Beach Boys seu primeiro número #1 nos Estados Unidos desde "Good Vibrations", em 1966, a banda decidiu montar um álbum de canções recentes e clássicos. As canções clássicas incluídas tinham sido ouvidas em filmes recentes.
Devido ao seu relacionamento contínuo com o Dr. Eugene Landy, Brian chegou a creditá-lo como co-autor em algumas canções. Sua contribuição para este álbum foi "In My Car", uma canção creditada como co-escrita por Landy e sua namorada Alexandra Morgan. No entanto, como processos judiciais que se seguiram, o nome de Landy é removido. 
'Kokomo' foi um recente single, como foi 'Wipe Out', um dueto com o grupo de rap americano Fat Boys(A canção ia ser originalmente gravada com Run-DMC, mas Mike Love, aparentemente, fez um acordo com o outro grupo.) "Make It Big" foi gravada para o filme Tropa de Beverly Hills, e "I Get Around","Wouldn't It Be Nice" e "California Girls" - foram os "clássicos",  gravações do período anterior do grupo, que tinham sido usados em filmes recentes.
A edição australiana do álbum acrescenta a versão em espanhol de "Kokomo".
Still Cruisin' foi ouro nos Estados Unidos e deu ao The Beach Boys, a sua melhor colocação nas paradas desde 1976, mas durante a reedição dos discos dos Beach Boys, Still Cruisin'não foi relançado. 

## Faixas
1. "Still Cruisin '" (Mike Love / Terry Melcher) - 3:35 
  - Características Mike Love nos vocais
2. "Somewhere Near Japan" (Bruce Johnston / Mike Love / Terry Melcher / John Phillips) - 4:48 
  - Mike Love, Carl Wilson e Al Jardine nos vocais
3. "Island Girl" (Al Jardine) - 3:49 
  - Al Jardine, Carl Wilson e Mike Love nos vocais
4. "In My Car" (Brian Wilson / Eugene E. Landy / Alexandra Morgan) - 3:21 
  - Brian Wilson, Carl Wilson e Al Jardine nos vocais
5. "Kokomo" (Mike Love / Scott McKenzie / Terry Melcher / John Phillips) - 3:35 
  - Mike Love e Carl Wilson nos vocais
6. "Wipe Out" (Bob Berryhill / Pat Connolly / Jim Fuller / Ron Wilson) - 4:00 
  - Features The Fat Boys (vocal), Brian Wilson (vocal, backing vocals em falsete), Mike Love (vocais bass)
7. "Make It Big" (Mike Love / Bob House / Terry Melcher) - 3:08  
  - Características Mike Love e Carl Wilson nos vocais
8. "I Get Around" (Brian Wilson / Mike Love) - 2:09  
  - Brian Wilson e Mike Love nos vocais
9. "Wouldn't It Be Nice" (Brian Wilson / Tony Asher) - 2:22  
  - Características Brian Wilson e Mike Love nos vocais
10. "California Girls" (Brian Wilson / Mike Love) - 2:35 
  - Características Mike Love nos vocais

## Singles
- "Kokomo" b/w "Tutti Frutti" (Little Richard) (Elektra), 18 de Julho de 1988 Estados Unidos #1; Reino Unido #25
- "Still Cruisin' " b/w "Kokomo" (Capitol), 7 de Agosto de 1989 Estados Unidos #93
- "Somewhere Near Japan" b/w "Kokomo"  (Capitol), Janeiro 1990